# Hermann Munk

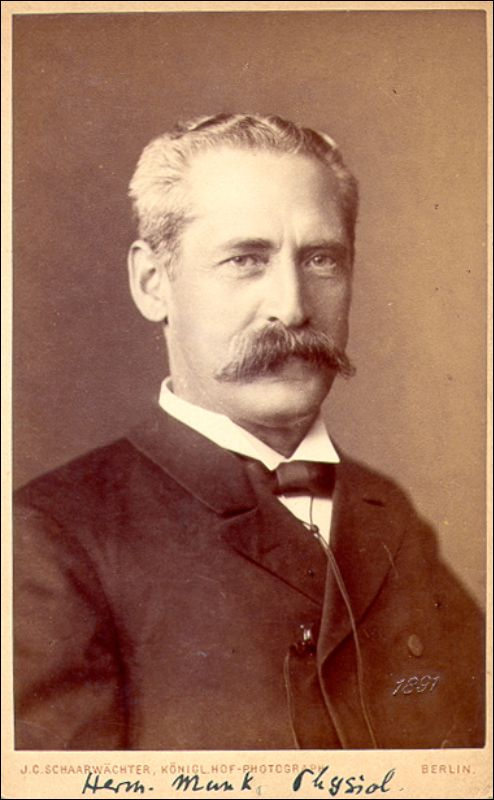
Hermann Munk w 1891 roku

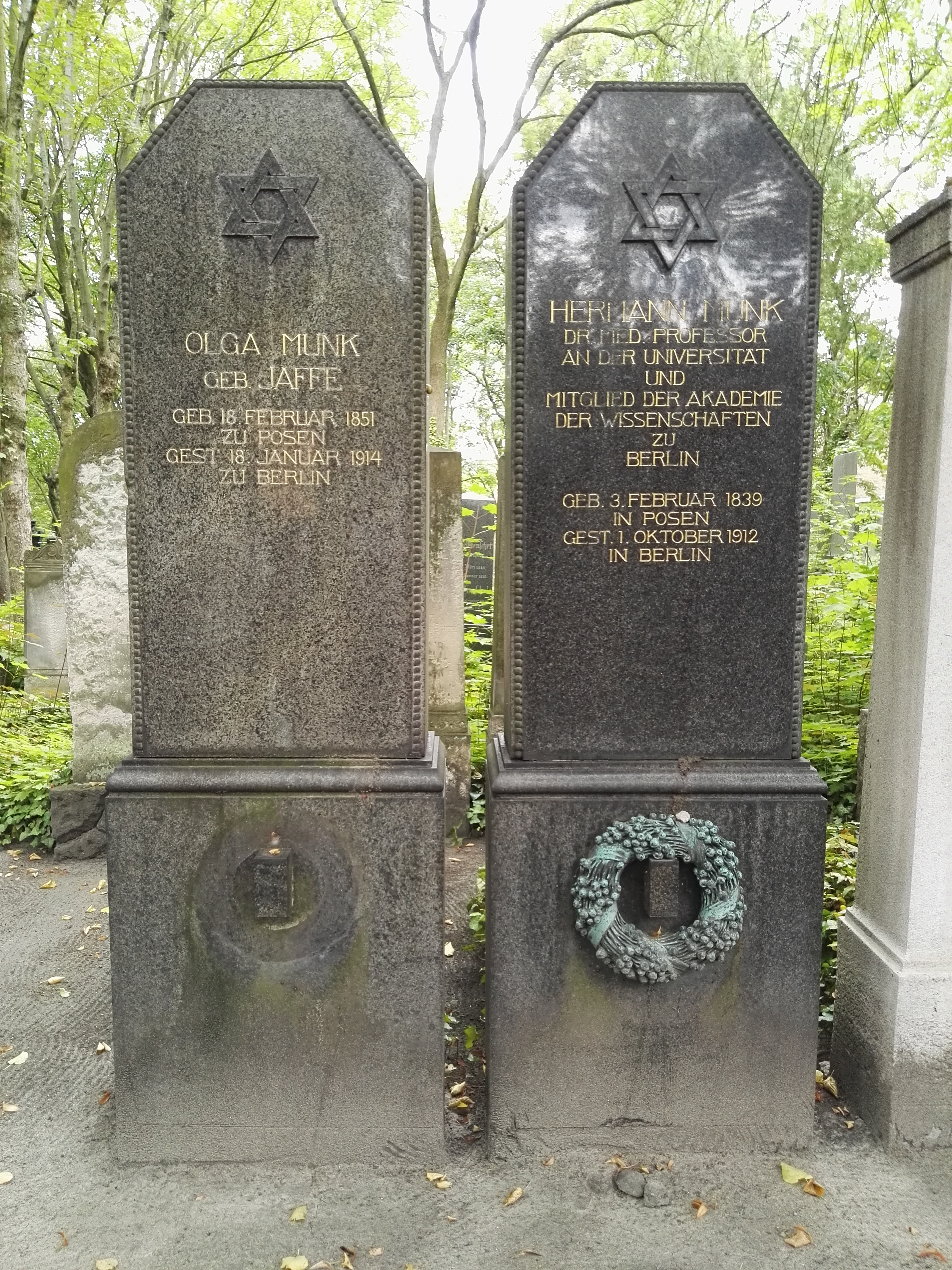
Groby Hermanna Munka i jego żony na Cmentarzu żydowskim w Berlinie-Weißensee

Hermann Munk (ur. 3 lutego 1839 w Poznaniu, zm. 10 stycznia 1912 w Berlinie) – niemiecki fizjolog, brat Immanuela Munka.

## Życiorys
Studiował na Uniwersytecie Fryderyka Wilhelma w Berlinie i Uniwersytecie w Getyndze, w 1862 został Privatdozentem na Uniwersytecie w Berlinie. W 1869 został docentem, a w 1876 profesorem fizjologii na uczelni weterynaryjnej w Berlinie. Od 1880 był członkiem zwyczajnym Pruskiej Akademii Nauk. Zajmował się przede wszystkim neurofizjologią i neuroanatomią. Jego studentami byli m.in. Max Lewandowsky i Max Rothmann.
Żonaty z Olgą Jaffe (1851–1914).

## Wybrane prace
- Untersuchungen über das Wesen der Nervenerregung (1868)
- Ueber die Functionen der Grosshirnrinde: gesammelte Mittheilungen aus den Jahren 1877-80. Mit Einleitung und Anmerkungen. Berlin: Verlag von August Hirschwald, 1881
- Ueber die Ausdehnung der Sinnessphären in der Grosshirnrinde. Sitzungsberichte der königlich preussischen Akademie der Wissenschaften 32, 1899; 36, 1900; 48, 1901
- Über die Functionen des Kleinhirns. Sitzungsberichte der königlich preussischen Akademie der Wissenschaften 20-22, s. 443-480, 1906
- Über die Functionen von Hirn und Rückenmark. Gesammelte Mitteilungen. Neue Folge. Berlin:  Hirschwald, 1909
- Zur Anatomie und Physiologie der Schsphäre der Grosshirnrinde (1910)